# Left Book Club
The Left Book Club criado em 1936 por Victor Gollancz no Reino Unido, era um clube de livros com orientação política de esquerda.
Os livros e panfletos do clube eram vendidos também para o público em geral, chegando à publicação de 57.000 exemplares. Muitos dos compradores participavam dos grupos de discussão das obras, que estavam distribuídos em cerca de 1500 pontos do país. Seu conteúdo incluía história, ciência, reportagens e ficção. Alguns dos autores dos mais de 200 volumes do clube foram Arthur Koestler, André Malraux, George Orwell, Katharine Burdekin and Clement Attlee.
Até o Pacto nazista-soviético de 1939, o clube evitava publicar obras que criticassem o socialismo soviético, preferindo autores ligados ao Partido Comunista.
Em 1940, Gollancz rompeu com o Partido Comunista. A nova linha editorial do clube passou a ser o socialismo democrático até 1948, quando o clube foi extinto.
Em 2006, Ed Miliband MP começou um The Left Book Club online como sucessor do original, mas não estimulou muito debate, nem publicou novos trabalhos.
Um grupo de livreiros no  Reino Unido está trabalhando para editar novamente os livros do The Left Book Club.

## Ligações Externas
- The Left Book Club (em inglês)